# Infer
Un ínfer és, com molt bé es descriu a la saga Harry Potter, (concretament a Harry Potter i el misteri del príncep) un cadàver que un bruixot maligne ha embruixat perquè aquest segueixi les seves ordres. L'ínfer, doncs, actuarà com a titella del bruixot maligne que l'ha embruixat, segrestant, matant o protegint algú o alguna cosa. Una manera de defensar-se dels ínfers és amb el foc, ja que temen tant la llum com l'escalfor. A la novel·la, J.K. Rowling no va voler dir quin és el sortilegi que permet crear-los, però segurament és un encanteri de màgia negra molt complicat.
Un ínfer no està viu, però ha estat embruixat per actuar com una marioneta de la bruixa o mag; això es manifesta com una boirina blanca en els ulls del cadàver controlat. No poden pensar per si mateixos: són creats per realitzar un deure específic assignat pel mag tenebrós que els comanda, i com es veu en els ínfers que cuiden l'horricreu de Voldemort en la cova al costat del mar, romanen inactius fins que es pugui dur a terme la seva tasca. Aquesta tasca és després duta a terme sense pensar-ho, produeixi o no cap resultat. És difícil danyar als ínfers amb màgia; no obstant això, poden ser repel·lits pel foc o qualsevol altra forma de calor o llum, ja que els Inferi en la cova de Voldemort mai van estar exposats a alguns d'aquests elements. Quan són derrotats, tornen al seu estat inactiu.
En llatí, la paraula inferius (plural: inferi) vol dir 'sota', comunament referint-se en plural 'els déus de l'Infern' (di inferi ) o els esperits de la mort. Inferius és una forma singular neutra d' inferior, un adjetiu comparatiu que significa 'més baix'.